# Шалгайский сельский округ (Акмолинская область)
Шалга́йский се́льский окру́г (каз. Шалғай ауылдық округі) — бывшая административная единица, входившая в состав Жаркаинского района Акмолинской области Республики Казахстан. Административном центром являлся село Шалгай.

## История
В 1989 году существовали Гагаринский сельсовет (село Гагаринское) и Им. XII съезда Партии сельсовета (село Шалгай) в составе тогдашнего Жанадалинского района.
После упразднения и вхождения в состав Жаркаинского района Жанадалинского, Гагаринский сельсовет вошёл в состав им. XII съезда Партии сельсовета.
В 2005 году в связи с упразднением всех населённых пунктов округа, сельский округ был ликвидирован соответственно.
Земли бывшего сельского округа ныне под управлением села Шойындыколь.

## Население
| Численность населения | Численность населения |
| 1989                  | 1999                  |
| --------------------- | --------------------- |
| 1095                  | ↘325                  |

## Состав
В состав сельского округа входило 2 населённых пункта.
| № | Населённый пункт | Тип населённого пункта       | Население, 1989 | Население, 1999 |
| - | ---------------- | ---------------------------- | --------------- | --------------- |
| 1 | Гагаринское      | село                         | 753             | 34              |
| 2 | Шалгай           | село, административный центр | 1 095           | 291             |